# Cristina Scocchia
Cristina Scocchia (Sanremo, 4 dicembre 1973) è una dirigente d'azienda italiana, amministratrice delegata di Illycaffè dal gennaio 2022.

## Biografia
Laureatasi con il massimo dei voti presso la Facoltà di Economia e Commercio dell'Università Luigi Bocconi di Milano, Cristina Scocchia consegue un Dottorato di Ricerca in Economia Aziendale presso l'Università di Torino. Già durante gli studi, nel 1997 ha l'opportunità di lavorare per Procter&Gamble, realtà conosciuta proprio in occasione di un career day all'Università, per la quale si occupa inizialmente di prodotti come Mastro Lindo, Viakal, Spic e Span, per poi approdare al settore che le interessa realmente, il beauty. Nel 2012 arriva infatti alla leadership delle Cosmetics International Operations, con la supervisione, nelle marche di sua competenza, di oltre 70 Paesi del mondo. Nel 2014 viene nominata amministratore delegato di L'Oréal Italia, riportando nuovamente la società alla crescita. Sotto la sua guida, L'Oréal Italia investe sul Lavoro agile e innovazione digitale.
Nel luglio del 2017 passa a KIKO in qualità di Amministratore Delegato. Nel 2019 la sua gestione ha generato un Ebitda pari a 58 milioni di euro, il doppio rispetto al 2017. Lascia l'incarico a fine 2021, dopo aver gestito due ristrutturazioni aziendali, il primo che ha risanato l’azienda e il secondo, legato all’esplosione della pandemia di Covid-19, che l’ha riportata ai livelli pre-pandemici, per diventare amministratore delegato di Illycaffè a gennaio 2022.

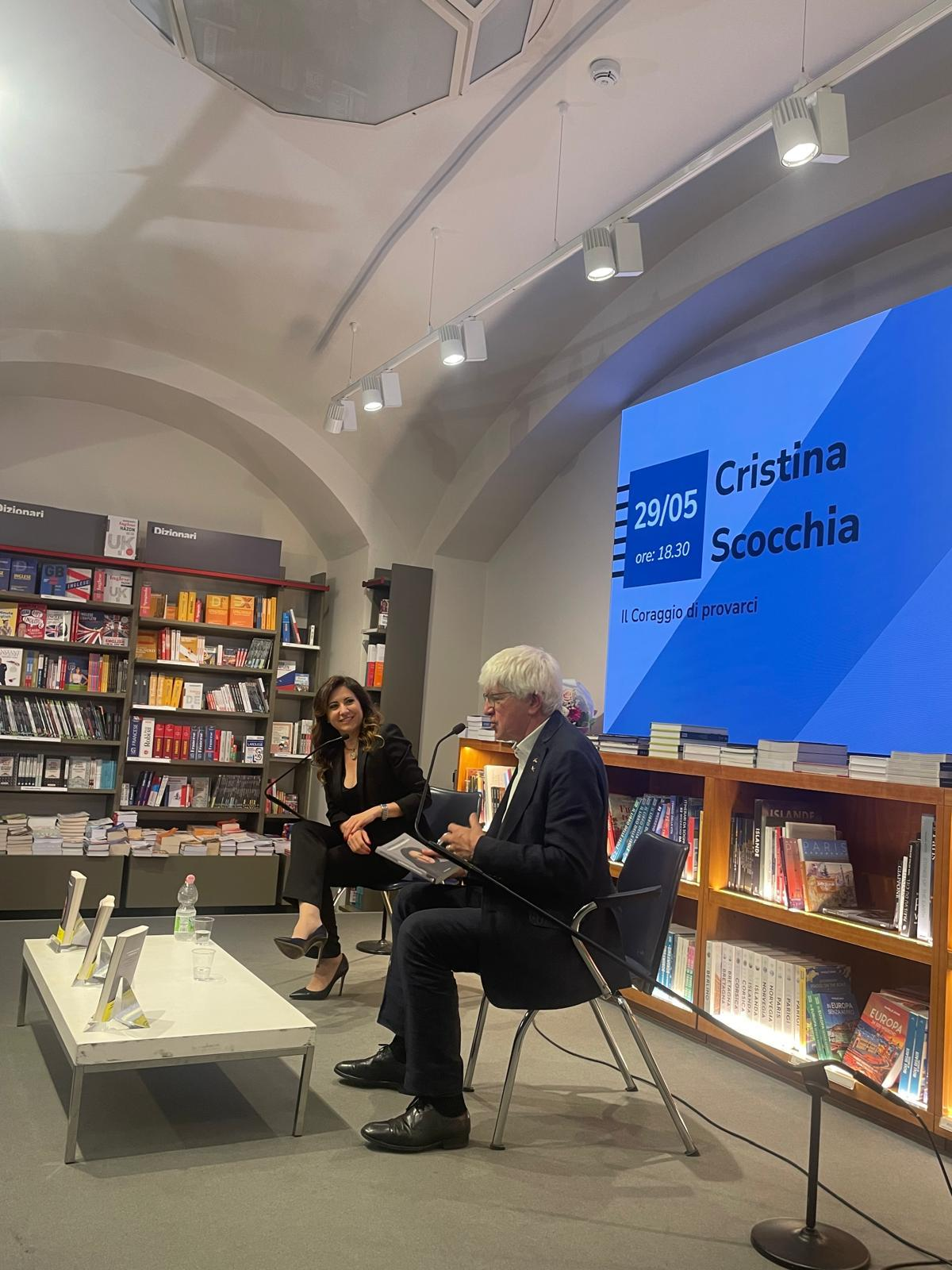
Cristina Scocchia e Beppe Severgnini alla presentazione del libro “Il coraggio di provarci”

Nel corso del suo incarico in Illycaffè, dati registrati al 31 dicembre 2023, porta il fatturato dell’azienda da 500 a 595,1 milioni di euro, con un’Ebitda in crescita a doppia cifra (+18,6%), un tasso di crescita della profittabilità al +27% e un utile netto di Gruppo in aumento del +67,2% rispetto al 2022, conducendo la società a rafforzarsi nei principali mercati internazionali e in tutti i canali di distribuzione. Nel 2023 lancia un piano di investimenti di 270 milioni di euro, di cui 120 milioni destinati all’ampliamento produttivo e logistico del sito di Trieste.
A maggio 2024 ha pubblicato l’autobiografia “Il coraggio di provarci. Una storia controvento”, edito da Sperling & Kupfer, in cui racconta il suo percorso personale e professionale, affrontando temi come la leadership, la meritocrazia e l’importanza di fare squadra.

## Vita privata
Madre di un figlio ama il mare, in particolare quello di Paraggi, passare il tempo con gli amici e rilassarsi viaggiando e sciando.

## Altri incarichi
Cristina Scocchia è Membro del Consiglio di Amministrazione di EssilorLuxottica S.A. dal 24 aprile 2015. Dal 2022 al 2025 è stata membro del Consiglio di Amministrazione, del Comitato Rischi e del Comitato Nomine di Fincantieri. Di quest’ultimo è stata anche Presidente. Da dicembre 2022 fa parte del CdA di Fondazione Altagamma.

## Riconoscimenti
Nel 2015 Cristina Scocchia è stata insignita della Mela d'Oro per il Management nell'ambito del 27º Premio Marisa Bellisario. È stata inserita nella classifica delle 100 donne leader più influenti di Forbes e Fortune nel 2019, nel 2022 e nel 2024. Nel 2019 è stata premiata come miglior CEO per la categoria Retail ai CEO Italian Awards. Nel 2022 la Cuoa Business School le ha conferito il Master Honoris Causa in Business Administration. Nel 2023 l’Associazione culturale “Cinzia Vitale” Onlus di Trieste le ha conferito la benemerenza Filo di Seta, riconoscimento per l’impegno a favore della meritocrazia e dell’inclusività. A ottobre 2024 ha ricevuto il Premio LILT for Women, assegnato annualmente dalla Lega Italiana per la Lotta contro i Tumori per la diffusione della cultura della prevenzione, in quanto “modello di empowerment femminile e interprete di una leadership inclusiva, etica e fondata sul merito”.